# Ignazio Masulli
Ignazio Masulli (Potenza, 6 giugno 1942) è uno storico italiano.

## Carriera accademica
Nel 1966 si è laureato in Lettere all'Università di Bologna. Nella stessa Università, è stato professore, prima associato e poi ordinario, di Storia del lavoro ed ha insegnato anche Storia dell'Europa contemporanea. È membro dell'Institute of Historical Research, Advanced School, dell'Università di Londra, nonché dell'Union Européenne de Systémique.
Ha collaborato con l'Internationales Institut für Evolutionäre Studien dell'Accademia di Vienna. 
Fa parte del General Evolution Research Group e del Club of Budapest.

## Attività di ricerca
Le sue prime ricerche hanno riguardato principalmente le lotte sindacali e politiche delle classi lavoratrici, in Italia e in Europa, alla fine dell'Ottocento e nel primo Novecento, nonché le origini e la fine del fascismo.
Dalla metà degli anni '80, ha studiato la teoria dei sistemi complessi sostenendo l'utilità della sua applicazione anche nella ricerca storica. Frutto di questi studi è stata l'elaborazione del “paradigma della forma”, un modello interpretativo dei processi storici che intende superare la tradizionale dicotomia tra spiegazioni causali troppo deterministiche o ricostruzioni meramente evenemenziali.
La metodologia ricavata da questi studi ha caratterizzato le ricerche storiche successive. Esse hanno riguardato principalmente le condizioni di lavoro, la conflittualità sociale e le politiche di welfare nella storia dell'Europa contemporanea. 
Altre ricerche hanno analizzato la precarietà del lavoro e l'instabilità sociale nell'età neoindustriale, nonché le trasformazioni economiche, i mutamenti sociali e le vicende politiche negli USA e in Europa occidentale dagli anni Settanta ad oggi. 
Da ultimo, i suoi sforzi si sono concentrati sull'analisi delle origini e delle dinamiche storiche che hanno condotto alla crisi economica, sociale e politica che attraversa il mondo contemporaneo. Si tratta di una serrata critica di più di trent'anni di neoliberismo economico e politico che tende a dimostrare necessità ed urgenza di un modello di sviluppo affatto diverso da quello attualmente prevalente.

## Principali pubblicazioni
- Nature and History. The Evolutionary Approach for Social Scientists, Routledge, London-New York 2020
- Immigrazione ed evoluzione sociale, in Migrazioni e sindacato, a cura di B. De Sario ed E. Galossi, Ediesse, Roma 2020, pp. 163-176
- Nuove forme di conflittualità e rappresentanza dei lavoratori italiani nel 1919-20, in “Inchiesta”, A. XL, n.207, gennaio-marzo 2020, pp. 76-80
- Perché i paesi dell’Europa occidentale e gli Stati Uniti respingono i migranti?, in “Giornale di Storia Contemporanea”, XX, n.s. 1, 2018, pp. 7-14.
- 2015 – Lampedusa, in Storia mondiale dell’Italia, a cura di Andrea Giardina con la collaborazione di Emmanuel Betta, Maria Pia Donato, Amedeo Feniello, Editori Laterza, Roma- Bari, 2017, pp. 817- 820.
- Chi ha cambiato il mondo? La ristrutturazione tardocapitalista, 1970-2012, Editori Laterza, Roma-Bari 2014;
- Classi lavoratrici e sindacati in Gran Bretagna (1811 - 1996). in Per una storia del sindacato in Europa, a cura di M. Antonioli, Bruno Mondadori, Milano 2012, pp. 89-134;
- Ecological-Economy and Society in Europe. Outline of a Research Project in “World Futures”, vol. 66 (5), 2010, pp. 303-19;
- Le classi lavoratrici alla fine dell'Ottocento e nell'età giolittiana, in Storia di Bologna, vol. IV, Bologna in età contemporanea,1796 – 1914, a cura di A. Berselli e A. Varni, Bononia University Press, Bologna 2010, p. 333-419;
- Gli aspetti economico-sociali della crisi degli anni '70 e le trasformazioni successive, in Gli anni Settanta tra crisi mondiale e movimenti collettivi, a cura di A. De Bernardi, V. Romitelli, C. Cretella, Archetipolibri, Bologna 2009, pp. 3-23;
- Lavoratori, sindacati e politiche sociali in Italia nel secondo Novecento, in Cent'anni di CGIL, Ivres, Verona 2009, pp17-54;
- Dalla “Commissione D'Aragona” alla “Commissione Onofri”: cinquant'anni di progetti di riforma disattesi, in La riforma del welfare. Dieci anni dopo la “Commissione Onofri, a cura di L. Guerzoni , il Mulino, Bologna 2008, pp. 59-72;
- Note per una storia dei sindacati in Europa negli ultimi trent'anni, in L'assalto al cielo. Lavorare per un sindacato indipendente ed europeo, a cura di S.Vecchi, Meta, Roma 2008, pp. 157-176;
- Un secolo di lavoro. Aspetti della storia dei lavoratori nell'Italia del Novecento, in Il Novecento italiano, a cura di G. Greco, Liguori, Napoli 2008, pp. 388-421;
- Cittadinanza e diritti sociali in Europa occidentale nel secondo Novecento, in Dai cantieri della storia, a cura di G.P. Brizzi, Clueb, Bologna 2007, pp. 683-706 ISBN 978-88-491-2901-4
- Soggetti sociali, democrazia e rappresentanza in Europa occidentale e negli USA: percorsi storici, in Lavoro, contrattazione, democrazia, Costituzione, Meta, Roma 2004, pp. 74-108;
- Socialisti e Welfare State, in “Il Ponte”, Anno LX, nn.2-3, febbraio-marzo 2004, pp. 84-116;
- Welfare State and Social Citizenship in the 20th Century Europe, in Antiquity and Modernity, Essays from the 1st International Conference on European History, a cura di N. C. J. Pappas, Atiner, Athens 2004, pp. 323-335;
- Precarietà del lavoro e società precaria nell'Europa contemporanea, a cura di Carocci, Roma 2004;
- Welfare State e patto sociale in Europa.Gran Bretagna, Francia, Germania e Italia, 1945 -1985, Clueb, Bologna 2003;
- Cittadinanza e stato sociale in Italia: azione sindacale e politiche governative negli anni Sessanta e Settanta, in Cittadinanza. Individui, diritti sociali, collettività nella storia contemporanea, a cura di C. Sorba, Sissco e Direzione Generale per gli Archivi, Roma 2002, pp. 189-214;
- Rivoluzione microelettronica ed "esercito salariale di riserva", in “Giano”, vol. 37, 2001, pp. 174-183;
- On Species Consciousness, in Macroshift. Navigating the Transformation to a Sustainable World, a cura di E. Laszlo, Berret-Koehler Publishers, San Francisco 2001, pp. 163-176;
- Verso una coscienza storica di specie, in “Pluriverso”, vol. IV, n.1, 1999, pp. 99-106;
- The Study of Complex Systems in the Historical Context, in 4th Systems Science European Congress, a cura di Lorenzo Ferrer Figueras, Sociedad Espanola de Sistemas Generales, Valencia 1999, pp. 149-157;
- Auto-organizzazione dei sistemi naturali e sociali: la dimensione storica, in “Scienza e storia”, vol. 12, 1997, pp. 43-54;
- Caso, necessità, storia, in “Pluriverso”,vol. II, n.4, 1997, pp. 55-61;
- Recurrences of Form in the Old World, in “World Futures”, vol. 48, nos. 1-4, 1997, pp. 191-211;
- Rapporti tra scienze naturali e sociali nel panorama epistemologico contemporaneo, a cura di, Clueb, Bologna 1995;
- Toward a Theory of Self-Organization of Natural and Social Systems: The Theory of Form, in “World Futures”, vol. 38, nos.1-3, 1993, pp. 139-148;
- Cognitive Maps and Social Change, in The Evolution of Cognitive Maps. New Paradigms for the Twenty-First Century, a cura di, con E. Laszlo, Gordon & Breach Science Publishers, Langhorne, Reading, Paris 1993, pp. 169-180;
- Toward a New Historical Consciousness, in The Evolution of Cognitive Maps. New Paradigms for the Twenty-First Century, a cura di, con E. Laszlo, Gordon & Breach Science Publishers, New York-London-Paris etc. 1993, pp. 67-74;
- La storia e le forme, Editori Riuniti, Roma 1991;
- Nature and History: The Evolutionary Approach for Social Scientists, Gordon & Breach Science Publishers, New York-London-Paris etc. 1990;
- Crisi e trasformazione:strutture economiche, rapporti sociali e lotte politiche, 1880 - 1914, Istituto per la Storia di Bologna, Bologna, 1980;
- Tipi di razionalità: un punto di vista storico, in "Critica Marxista", a. 18, n. 4 (luglio- agosto 1980), pp. 133 - 144;
- Storia nazionale e storia locale a confronto, in "Italia contemporanea", a. XXXI, n.136, luglio-settembre 1979, pp.103-117;
- L'Emilia Romagna nella Guerra di Liberazione, a cura di, con Lino Marini, De Donato Editore, Bari, 1975 - 1976, 4 volumi.